# Casa Central de la Pontificia Universidad Católica de Valparaíso
La Casa Central de la Pontificia Universidad Católica de Valparaíso, también conocida como Casa Central de la Universidad Católica de Valparaíso, se ubica en Avenida Brasil N.º 2950, entre la Avenida Argentina y la calle 12 de Febrero, en el sector El Almendral de la ciudad de Valparaíso, en la Región de Valparaíso, Chile. Fue diseñada por los arquitectos Ernesto Urquieta y Gregorio Airola, e inaugurada como Politécnico de la Universidad Católica en 1928.

## Historia

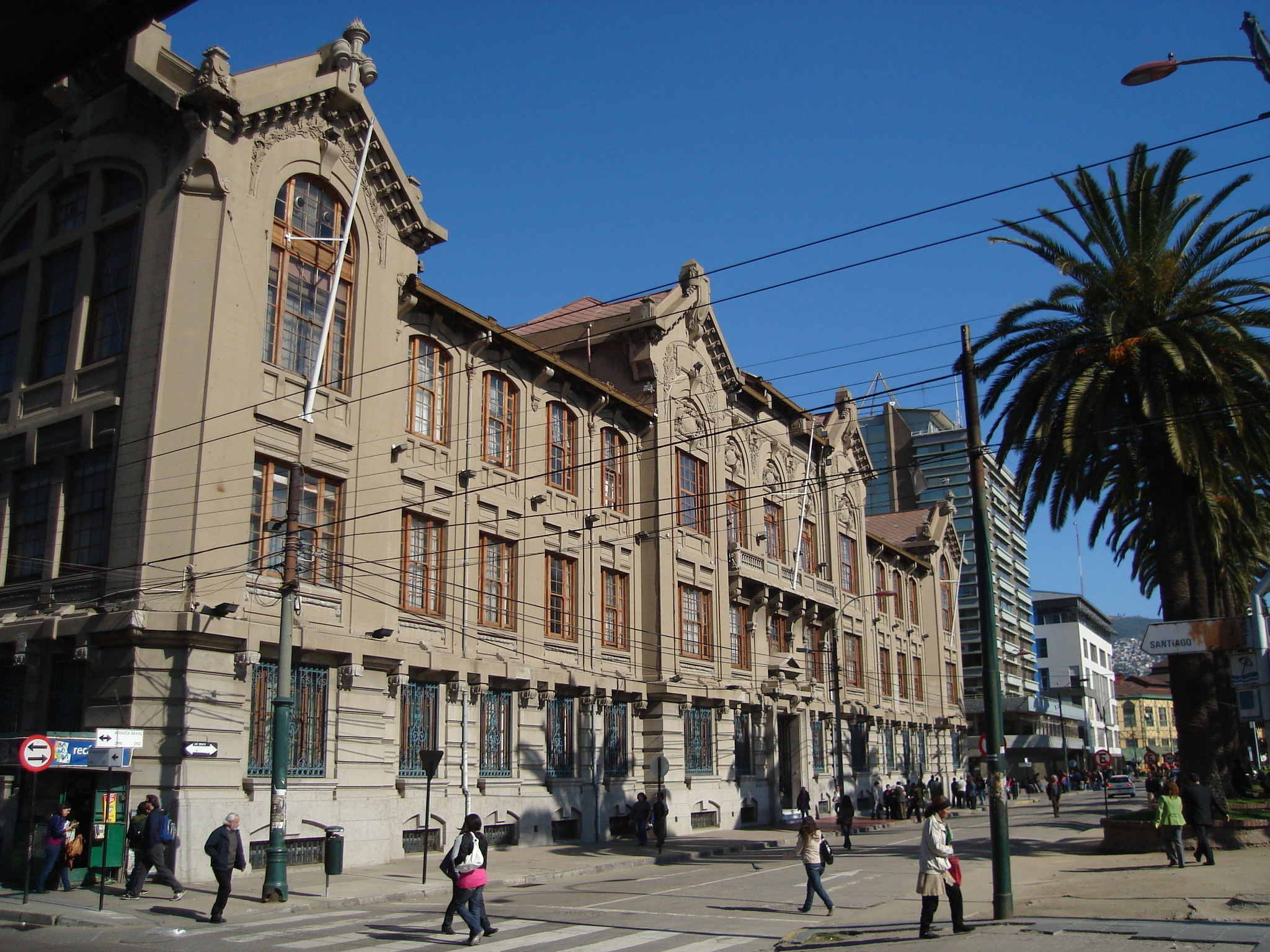
Vista desde la intersección de Avda. Argentina con Avda. Brasil.

El edificio comenzó a levantarse en 1925, bajo la dirección de Rafael Ariztía Lyon en representación de las hermanas Isabel y Teresa Brown Caces, aportando ambas el dinero necesario para construir y dotar el inmueble. Los planos se encargaron a los arquitectos egresados de la Pontificia Universidad Católica de Chile, Ernesto Urquieta y Gregorio Airola, luego de un concurso en el que participaron, además, Alberto Cruz Montt y Tomás Armstrong, por una parte, y Manuel Cifuentes y Urbano Mena, por otra. El presupuesto original era de 1.000.000 de pesos de seis peniques. En principio se habían inclinado por los planos de Cifuentes y Mena, pero Rubén Castro, futuro rector, hizo algunos reparos y se adoptaron los de Urquieta “con arreglos convenientes”. Esto mismo dio lugar a que Rafael Ariztía cambiara de parecer y concibiera ahora construir “una Universidad completa”, y a “cuadruplicar la suma de que se podía disponer para realizarla”, llegando a invertir la suma de 7.500.000 pesos en la construcción y alhajamiento. La construcción se confió a la firma N. Martín Hansen y H. Hveen y Cía.
Los trabajos de despeje del terreno se iniciaron en agosto de 1925 y el 21 de septiembre se bendijo la primera piedra. El 25 de marzo de 1928 tuvo lugar la ceremonia de inauguración de la Universidad.
Lo construido comprendía dos partes: el edificio de la Universidad, racionalmente diseñado para servir de tal, y el edificio anexo, o “de rentas”, destinado al sostenimiento económico de la Casa de Estudios, y compuesto de habitaciones y locales comerciales. Entre ambos, se reservó un espacio para construir el actual gimnasio.
A partir de 1957, debido al crecimiento de la Universidad y a las pocas posibilidades para su expansión física, poco a poco se fue ocupando el Edificio de Rentas para fines propiamente universitarios. Debido a la falta de espacio y a las nuevas necesidades, la estructura interior de la Casa Central ha sido modificada en incontables ocasiones. El conjunto llegó a albergar hasta 6.000 alumnos. Recién a finales de los 2000, gracias a la apertura de nuevos campus, se desocuparon las últimas salas y laboratorios del antiguo Edificio de Rentas. En los últimos años han sido remodelados los dos patios y la cafetería (ahora transformada en espacio multiusos), despejándolos de elementos ajenos a la obra original y dándoles un aire moderno y más abierto a los estudiantes.
Por su valor artístico, fue declarado Monumento Nacional de Chile, en la categoría de Monumento Histórico, mediante el Decreto N.º 355 del 20 de mayo de 2003.

## Características

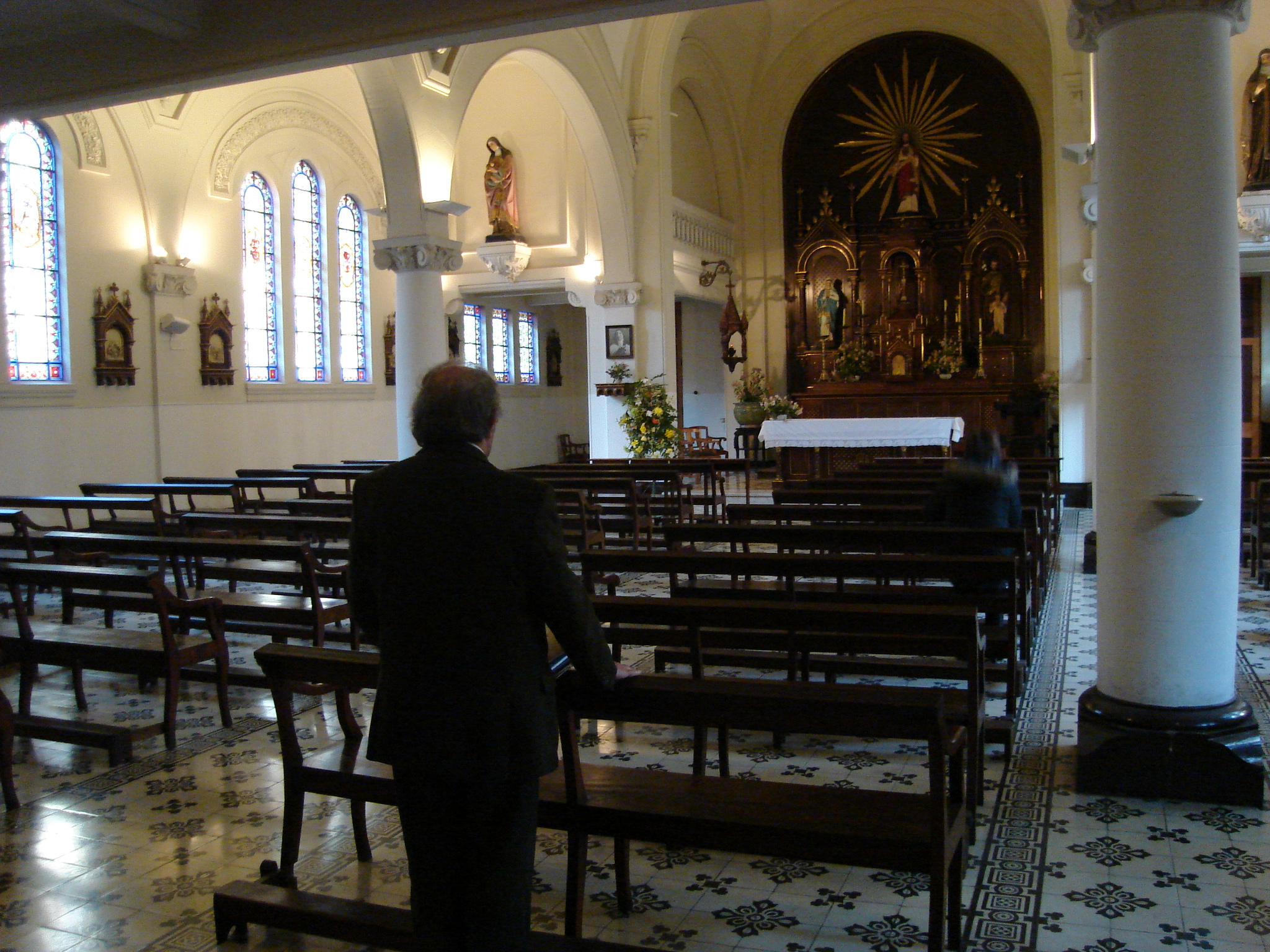
Vista de la Capilla.

Arquitectónicamente, la obra se apoya en las tendencias del historicismo ecléctico tardío, desarrollado en Valparaíso a inicios del siglo XX, dando cuenta de un tratamiento coherente entre sus fachadas y ornamentación realizada bajo patrones neomanieristas y la especialidad altamente funcional a las demandas del programa educacional.
El edificio tiene 4 plantas, además de un nivel subterráneo. De forma cuadrangular, cuenta con dos patios interiores, rodeados por galerías y separados por una capilla, que está elevada en un nivel, generando así un espacio debajo de ella que conecta los dos patios. Al entrar, hay una escalera doble de mármol. También hay escaleras en las cuatro esquinas del edificio, y un ascensor en el lado contrario al acceso principal. En el segundo piso, subiendo por las escaleras principales, se encuentra el acceso a la capilla, la que destaca por sus mosaicos y vitrales. En el tercer piso, hacia la Avenida Brasil, accediendo por las mismas escaleras, se encuentra el Salón de Honor, habilitado para la realización de ceremonias, actividades académicas y actividades culturales. El Salón tiene una galería a la que se accede por el cuarto piso. En el cuarto piso, accesible solo por las escaleras principales, hay un auditorio, el que se ubica directamente sobre la capilla. En el mismo nivel, pero en el sector opuesto a la Avenida Brasil, están ubicadas las oficinas de los profesores de la Escuela de Derecho, a las que se accede desde el tercer piso por una escalera dedicada, o por el ascensor.

## Uso actual
En la Casa Central se encuentran las oficinas de las principales autoridades y órganos administrativos de la Universidad, así como las dependencias de la Escuela de Derecho y del Instituto de Ciencias Religiosas. En el antiguo edificio de rentas se encuentran las sedes de diversos organismos asociados a la PUCV y de otras oficinas de la misma. Entre ambas construcciones está ubicado el gimnasio de la Universidad.